# Achelia gracilis
Achelia gracilis is een zeespin uit de familie Ammotheidae. De soort behoort tot het geslacht Achelia. Achelia gracilis werd in 1900 voor het eerst wetenschappelijk beschreven door Verrill. 